# Club Universidad de Chile (féminines)
Maillots
Le Club Universidad de Chile femenino, également appelé Universidad de Chile, est un club de football féminin chilien basé à Santiago du Chili.

## Histoire
La section féminine du Club Universidad de Chile, fondé en 1927, est créée en 1989. Le club participe alors à des tournois amateurs, au niveau métropolitain, régional, voire international.
En 2008, lorsqu'est créée la première division féminine du Chili, le club termine à la deuxième place.
Le club sera ensuite souvent en haut de tableau mais derrière Colo-Colo et Everton qui dominent pendant des années le football féminin au Chili. Il faudra attendre 2015, pour voir Universidad vice-champion lors du tournoi d'ouverture.
En 2016, lors du tournoi d'ouverture l'Universidad de Chile remporte son premier titre de champion. Les années suivantes le club reprendra sa place derrière, Colo-Colo, Santiago Morning et Palestino.
En 2020, le championnat est arrêté après la première journée à cause de la pandémie de Covid-19. Le club terminera finaliste du  tournoi de transition organisé en fin d'année sous forme de tournoi, battu 2 à 0 par Santiago Morning. Le Club Universidad se qualifie pour la Copa Libertadores féminine 2020 où il termine à la 4e place.

## Palmarès
| Compétitions nationales                                                                 |
| --------------------------------------------------------------------------------------- |
| - Championnat du Chili (1) : - Champion : 2016 - Vice-champion : 2008, 2015 (ouv), 2020 |

## Joueuses
Le Club Universidad de Chile compte dans ses rangs ou a vu passer de nombreuses joueuses internationales comme :
- Fernanda Pinilla
- Yessenia López
- Carla Guerrero